# Бенито Карвахалес
Бенито Карвахалес Перез (рођен 25. јула 1913, датум смрти непознат) био је кубански фудбалер, који је играо на позицији голмана. Рођен је у Оренсеу. Карвахалес је преминуо.
Карвахалес је представљао Кубу на Светском првенству у фудбалу 1938. у Француској. Карвахалес је наступио на две утакмице.